# Мисливський
Мисли́вський — закрита пасажирська зупинна залізнична платформа Донецької дирекції Донецької залізниці.
Розташована в с. Кам'янка, Бахмутський район Донецької області на лінії Рідкодуб — Нікішине між станціями Рідкодуб (5 км) та Нікішине (4 км).
Через військову агресію Росії на сході України транспортне сполучення припинене.